# Вертикал (разведывательный корабль)
«Вертикал», при закладке "Решительный" — малый разведывательный корабль проекта 393А, переоборудованное для специальных задач китобойное судно Северного флота и Черноморского флота ВМФ СССР. Входил в состав 112-й бригады разведывательных кораблей.

## Служба
Малый разведывательный корабль "Вертикал" проекта 393А был заложен 20.01.1964 года в Николаеве на ССЗ им. 61 коммунара (заводской №1590) как гражданское китобойное судно типа Мирный проекта 393 под именем "Решительный", однако достраивался уже как военный корабль по проекту 393А. 30.09.1964 года он вступил в строй Северного флота.
На Северном флоте базировался на Горячие ручьи.
В 1967 году следил за авианосной группой: авианосец "Эссекс", фрегат «Фарагат» и пять эсминцев.
На "Вертикале" в сентябре 1967 года были установлены ГАС приема сигналов гидроакустических буев МГ-409 и станция обнаружения теплового кильватерного следа подводных лодок МИ-110К.
С января 1968 года патрулировал в район английской ВМБ Холи-Лох вблизи Лондондери, Северная Ирландия.
В октябре 1968 года совершил межфлотский переход вокруг Европы. 4. ноября 1968 года корабль был перечислен в состав Черноморского флота. Входил в состав 112-й бригады разведывательных кораблей ЧФ. До 1977 года классифицировался как гидрографическое судно. Неоднократно участвовал в несении боевых служб в Средиземном море и Атлантике.
После учений «Крым-76» и поисковой операции «Прибой» американцы провели учение «Lockid gate» под руководством командующего Объединенных военно-морских сил НАТО) в Иберийской зоне контр-адмирала Эрли. Основная направленность учения закрытие Гибралтарского пролива для прохода советских кораблей и главным образом подводных лодок. Задачи: нанесение ударов по советским кораблям ударной авиацией с авианосца, поиск и уничтожение подводных лодок противолодочной авиацией и КПУГами, проводка конвоев и другие. Данные о составе сил НАТО и их действиях 5-я ОпЭск получила от кораблей непосредственного слежения — БПК «Образцовый» и ГС «Вертикал».
Бортовой номер 405(1985).
Малый разведывательный корабль "Вертикал" был выведен из состава флота в 1989 году. Впоследствии корабль был разделан на металл в Инкермане.

## Командиры
Этим кораблем в различное время командовали:
- капитан-лейтенант Л. Л. Шульпин (1967);
- капитан-лейтенант С. И. Малышев (1969);
- капитан 3-го ранга М. Ф. Бухтеев (1969-1975);
- капитан 3-го ранга В. И. Важов (1975);
- капитан 3-го ранга Е. Д. Федин (1975);
- капитан 3-го ранга С. П. Шиловский (1975-1979);
- капитан 3-го ранга В. Т. Подлесный (1979);
- капитан-лейтенант Ю. А. Тевосян (1980-1983);
- капитан-лейтенант Г. М. Зеленковский (1983-1986);
- капитан 3-го ранга С. П. Рябокрас (1987-1988);
- капитан 3-го ранга А. М. Недвига (1988-1989).